# Коэффициент теплофикации
Коэффициент теплофикации — отношение тепловой мощности теплофикационных отборов паровых турбин тепловых электрических станций к максимальной тепловой мощности источников тепла. Применение термина «коэффициент теплофикации» оправдано не только к паротурбинным тепловым электрическим станциям, но и также к газотурбинным и парогазовым тепловым электрическим станциям.
Тепловая нагрузка в отопительный период изменяется в соответствии с температурным графиком теплоснабжения и имеет минимальную мощность при включении отопления и максимальную мощность для расчётных температур. Тепловая станция должна покрывать всю тепловую нагрузку во всем диапазоне изменения температур и для повышения коэффициента использования топлива часть тепловой нагрузки покрывается теплофикационными отборами турбин (комбинированная выработка тепла и электричества). Поскольку максимальная нагрузка встречается редко, использование теплофикационных отборов турбин не оправдано и не экономично во всем диапазоне изменения нагрузок. Дефицит тепловой мощности в максимум теплопотребления покрывается отопительными котельными. Отношение тепловой мощности теплофикационных отборов паровых турбин к суммарной тепловой мощности теплофикационных отборов турбин и отопительных котельных называется коэффициентом теплофикации.